# Platerodrilus
Platerodrilus са род бръмбари от семейство Lycidae. Те често се срещат в литературата под названието Duliticola, което е техен остарял синоним.

## Описание
Женските остават във формата на ларва през целия си живот и имат дължина от 40 до 80 mm. Тялото им е плоско, тъмно и с големи люспи над главата, наподобяващо трилобит. Мъжките са много по-малки от женските и достигат не повече от 8 – 9 mm.

## Разпространение и местообитание
Повечето от видовете се срещат в тропическите гори, особено в Индия и Югоизточна Азия.

## Видове
Род Platerodrilus
- Вид Platerodrilus foliaceus Masek & Bocak, 2014
- Вид Platerodrilus paradoxus (Mjöberg, 1925)[2][3]
- Вид Platerodrilus major Pic, 1921
- Вид Platerodrilus ngi Masek & Bocak, 2014
- Вид Platerodrilus wittmeri Masek & Bocak, 2014
- Вид Platerodrilus ijenensis Masek & Bocak, 2014
- Вид Platerodrilus luteus Masek & Bocak, 2014
- Вид Platerodrilus maninjauensis Masek & Bocak, 2014
- Вид Platerodrilus montanus Masek & Bocak, 2014
- Вид Platerodrilus palawanensis Masek & Bocak, 2014
- Вид Platerodrilus ranauensis Masek & Bocak, 2014
- Вид Platerodrilus sibayakensis Masek & Bocak, 2014
- Вид Platerodrilus sinabungensis Masek & Bocak, 2014
- Вид Platerodrilus sinuatus Pic, 1921
- Вид Platerodrilus talamauensis Masek & Bocak, 2014
- Вид Platerodrilus tujuhensis Masek & Bocak, 2014
- Вид Platerodrilus bicolor (Wittmer, 1966)
- Вид Platerodrilus crassicornis (Pic, 1923)
- Вид Platerodrilus hirtus (Wittmer, 1938)
- Вид Platerodrilus korinchiana
- Вид Platerodrilus robinsoni Blair, 1928
- Вид Platerodrilus ruficollis (Pic, 1942)[4]